# Шатравка, Николай
Николай Шатравка (-05.11.1921) — повстанческий командир.

## Биография
Родился в конце девятнадцатого столетия в Валковском уезде, Харьковской губернии в семье зажиточных крестьян.
Впервые как командир отдельного отряда Николай упоминается в 1919 году. Отряд Шатравки боролся против отрядов большевиков которые занимались продразвёрсткой в уезде а по факту грабили крестьян, уничтожали органы советской власти, разрушали инфраструктуру . Основным районом действия повстанческого отряда был север Валковского уезда район сёл Снежков, Гряково и Новая Водолага.
16 августа 1920 году под селом Новая Водолага, в неравном бою с отрядом ВЧК отряд Шатравки был разбит, командир спасся и скрылся в неизвестном направлении.
5 ноября 1921 года во время неравного боя с органами ВЧК Николай погиб, после его гибели отряд Шатравки прекратил своё существование.